# 元嘉 (廣陽王)
元嘉（5世紀—511年5月9日），鮮卑名郁豆眷，拥享有直懃头衔，河南郡洛阳县（今河南省洛阳县）人，北魏宗室、官员。

## 生平

### 徐州時期
元嘉年少時個性沉穩靈敏，喜怒不形於色，也擅長謀略。原先封爵為假梁郡公，孝文帝初期，任命為徐州刺史，在徐州任內曾多次進攻南齊。太和三年（479年）十一月，陞爵為假梁郡王，元宏命令元嘉率領軍隊出淮陰，與隴西公拓跋琛、河東公薛虎子其他兩路軍隊一同攻打南齊，隔年（480年）二月，元嘉和劉昶進攻壽陽，至三月還軍。同年八月，南齊角城戌主投降北魏，元嘉領軍前往接應，九月元嘉軍隊包圍朐山，與齊將玄元度、盧紹之對抗，齊軍援軍到來後，元嘉退兵。太和五年（481年），元嘉再擊敗齊軍，俘虜當地民眾三萬多人送往平城。

### 孝文帝南征
原先廣陽王的爵位由元嘉之兄拓跋石侯紹封，石侯之子拓跋遺興過世後無子嗣，因此在太和九年（485年），詔命元嘉襲爵廣陽王。太和十九年（495年），魏孝文帝元宏诏令司空公穆亮、领军将军元俨、中护军广阳王元嘉和尚书陆琇担任鲜卑四大中正，一起分定鲜卑姓族。至太和二十一年（497年），魏孝文帝以南巡為藉口，發兵攻打南齊，隔年（498年），魏軍拿下南齊沔北地區，在此區域設置荊州，任命元嘉為荊州刺史。太和二十三年（499年），齊將陳顯達領軍北討，連敗元英的軍隊，又攻下馬圈、南鄉等城，三月魏孝文帝抱病從洛陽南下親征，派遣元嘉駐紮在均水和沔水交會處，準備阻斷陳顯達的退路，然而元嘉調度失當，導致陳顯達能夠成功脫離戰場，魏孝文帝憤怒責罵：「叔祖你一定不是世祖皇帝之孫，否則怎能如此不精明啊！」四月魏孝文帝駕崩，遺詔任命元嘉與北海王元詳、咸陽王元禧、任城王元澄、尚書令王肅、吏部尚書宋弁六人共同輔政。

### 司州時期
宣武帝即位後，遷官至司州牧，景明二年（501年），元嘉上表提議在新首都洛陽宮城的四周，規劃三百二十座坊里，每坊的周長共一千兩百步，並徵發司州地區各地三正的復丁充當勞役，此工程共調動了五萬人，花了四個月的時間才興建完成。

### 晚年
後徵召入朝，擔任尚書令、衛大將軍，又加儀同三司，正始四年（507年）轉為司空，永平二年（509年）再轉為司徒。永平四年三月壬戌（511年5月9日），元嘉去世。過世之時囑咐葬禮要簡單節儉，皇帝元恪哀悼嘆息。

## 人物性格
元嘉愛好飲酒，有時酒醉，在宣武帝元恪面前無所顧忌、歡笑暢談，元恪當他是國家舊臣，經常寬容對待。皇宮中舉辦宴會之時，元嘉每次都與彭城王元勰、北海王元詳、高陽王元雍等王公徹夜盡歡，元恪有時也會親臨元嘉的宅邸。元嘉喜好裝飾與排場，他的輿車和服裝都裝飾的鮮豔華麗，晚年擔任尚書令，又加儀同三司，因此出外時有盛大的儀仗對伍，路上行人對此感到敬佩。
元嘉常希望建立功業和名聲，若認為有利於國家或宗族的事情，便會上奏報告，皇帝也託負於他。元嘉喜愛結識並尊敬有才能之人，如果有還未出名的年輕才俊，元嘉便會延請入府侍坐，並轉介引薦給其他大臣，當時民眾皆稱讚他這種行為。

## 信仰
元嘉篤信佛教，元嘉每部佛經都要讀過三遍，曾經為了孝文帝和文明太后而建造愛敬寺，而且勤奮抄寫各部佛經，元嘉本人也有法名慧安。

## 鲜卑名
武汉大学历史系教授姚薇元指出，《南齐书》中出现两次的郁豆眷，就是元嘉的鲜卑语本名。北京大学历史系教授罗新认为，郁豆眷就是鲁尼文古突厥文碑铭中的Ötüqän，出自同一词的不同汉译还有逸豆归、於陟斤、越豆眷等，指的是杭爱山或其主峰於都斤山。

## 家庭

### 夫人
- 河南穆氏，宜都王穆壽孫女，司空穆亮堂妹[10]，法名普贤[2]

### 兒子
- 元僧保
- 元淵，北魏使持节、骠骑大将军、仪同三司、兼尚书仆射、东北道行台、广阳忠武王

### 女兒
- 元僧賜[2]
- 元燈明[2]